# Panarbora-Park
Koordinaten: 50° 51′ 29,2″ N, 7° 36′ 25,9″ O

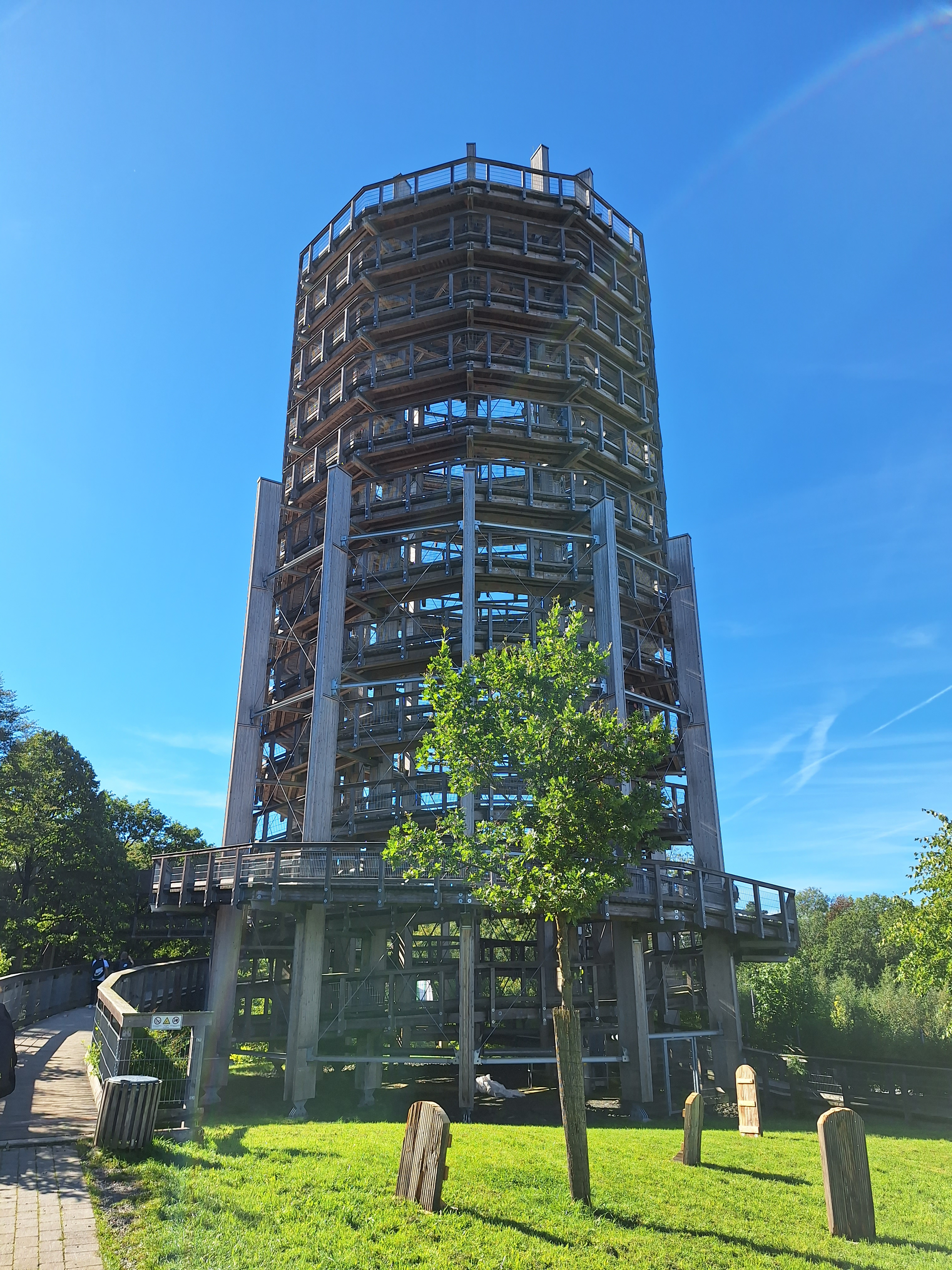
Aussichtsturm im Panarbora-Park

Panarbora ist der Name für einen im September 2015 eröffneten Naturerlebnispark am Stadtrand von Waldbröl im Oberbergischen Kreis. 
Der Name Panarbora setzt sich aus dem lateinischen Wort für Baum „Arbor“ und dem griechischen „Pan“ zusammen, der Hirtengott und Gott des Waldes und der Natur in der griechischen Mythologie.
Der Betreiber ist seit 2015 das Deutsche Jugendherbergswerk Landesverband Rheinland e.V. Initiatoren und Ideengeber waren Olaf Wirths und Anja Braun. Das Projekt „Naturerlebnispark Nutscheid“ wurde Anfang 2008 bei einem Wettbewerb des Landes Nordrhein-Westfalen zur infrastrukturellen und touristischen Entwicklung als eines der Gewinnerprojekte ausgewählt. 2008 wurde zur Umsetzung des Projektes die Gemeinnützige Naturerlebnis Nutscheid GmbH gegründet. 
Die Kosten des Parks beliefen sich auf 13,7 Millionen Euro.
Zum Park gehört ein 500 Meter langer Baumwipfelpfad in bis zu 23 Metern Höhe und ein Aussichtsturm mit einer Lauflänge von 550 Metern. Dieser insgesamt 40 Meter hohe Aussichtsturm verfügt über eine Aussichtsplattform in 34 Metern Höhe. Verbaut wurden insgesamt 700 Kubikmeter Holz.
Als Übernachtungsmöglichkeiten stehen Gästen neun Baumhäuser, drei Dörfer mit jeweils sechs Hütten und ein Gästehaus zur Verfügung. Der Erlebnisstandort möchte eine umwelt- und erlebnispädagogische Vielschichtigkeit anbieten. Eine Naturerlebnisakademie bildet den idealen Standort für Weiterbildungen und Seminare.
Neben der Teilnahme an einer kostenpflichtigen Führung über den Baumwipfelpfad und diversen Programmen bietet Panarbora folgende Möglichkeiten der Freizeitgestaltung: Sinnesrundweg, Spieletunnelsystem, Sportmöglichkeiten, Abenteuerspielplatz, Tiergehege, Kräutergarten, Ruheoasen.

## Fotogalerie

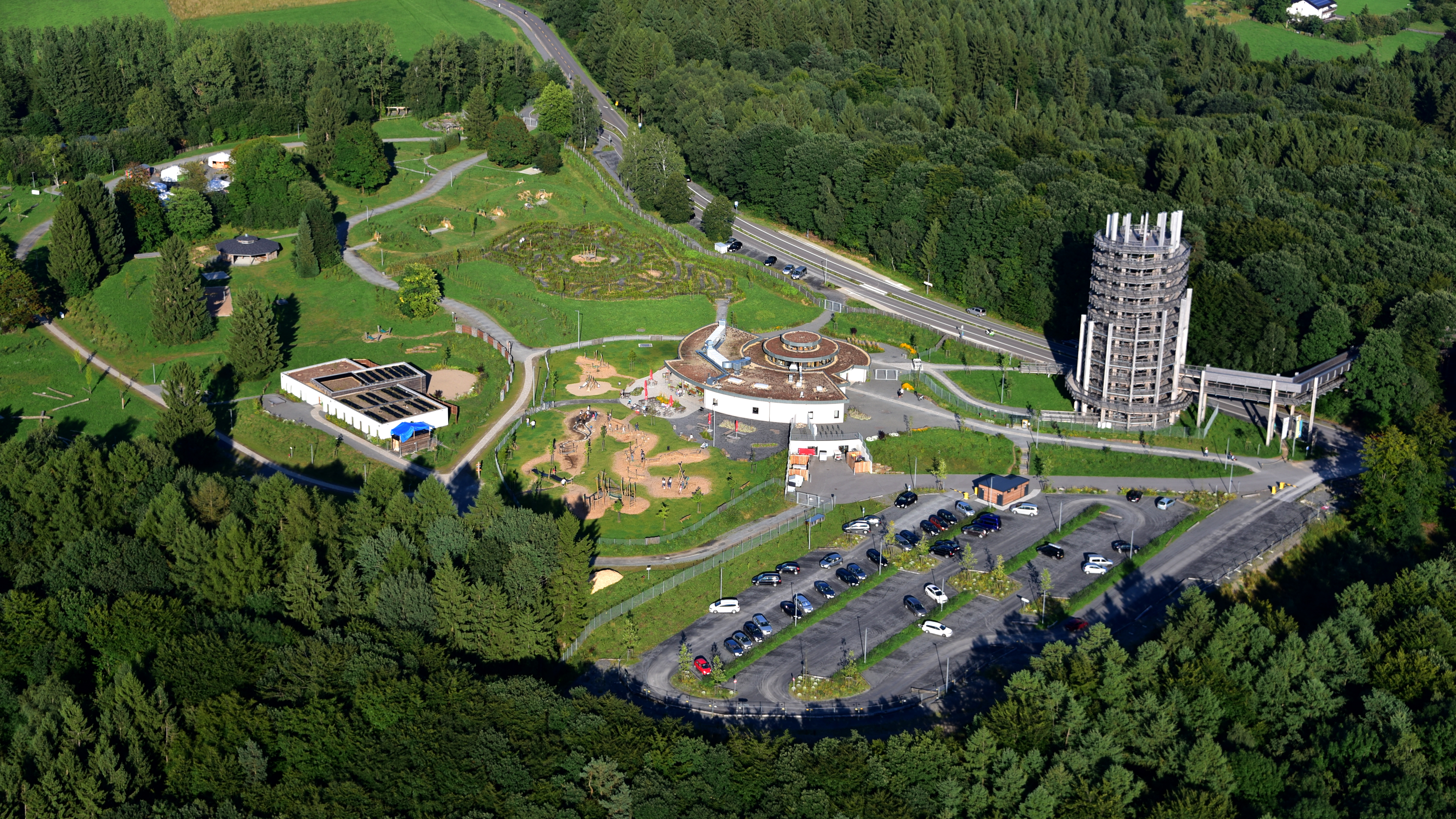
Panarbora-Park, Luftaufnahme (2017)
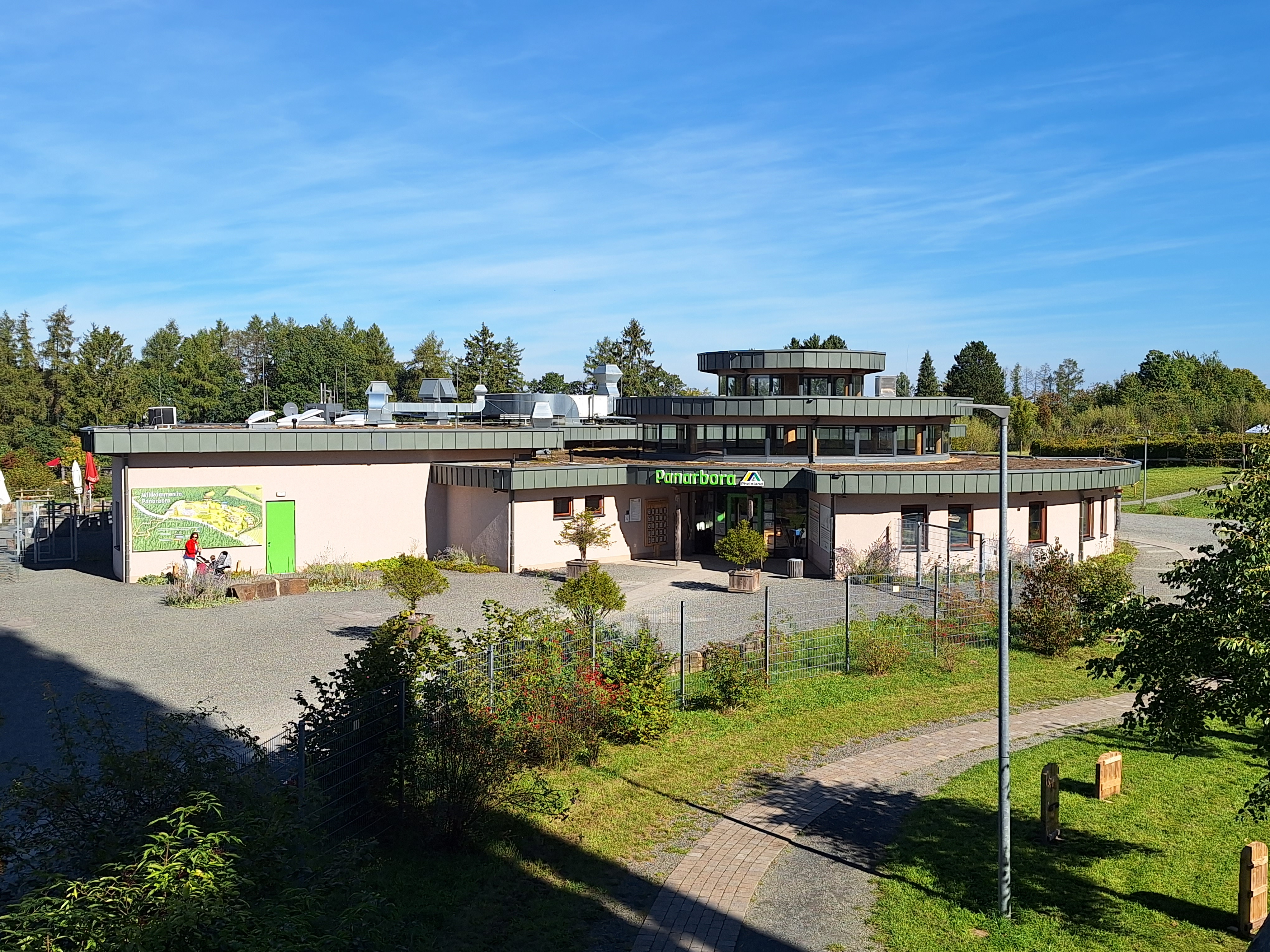
Besucherzentrum
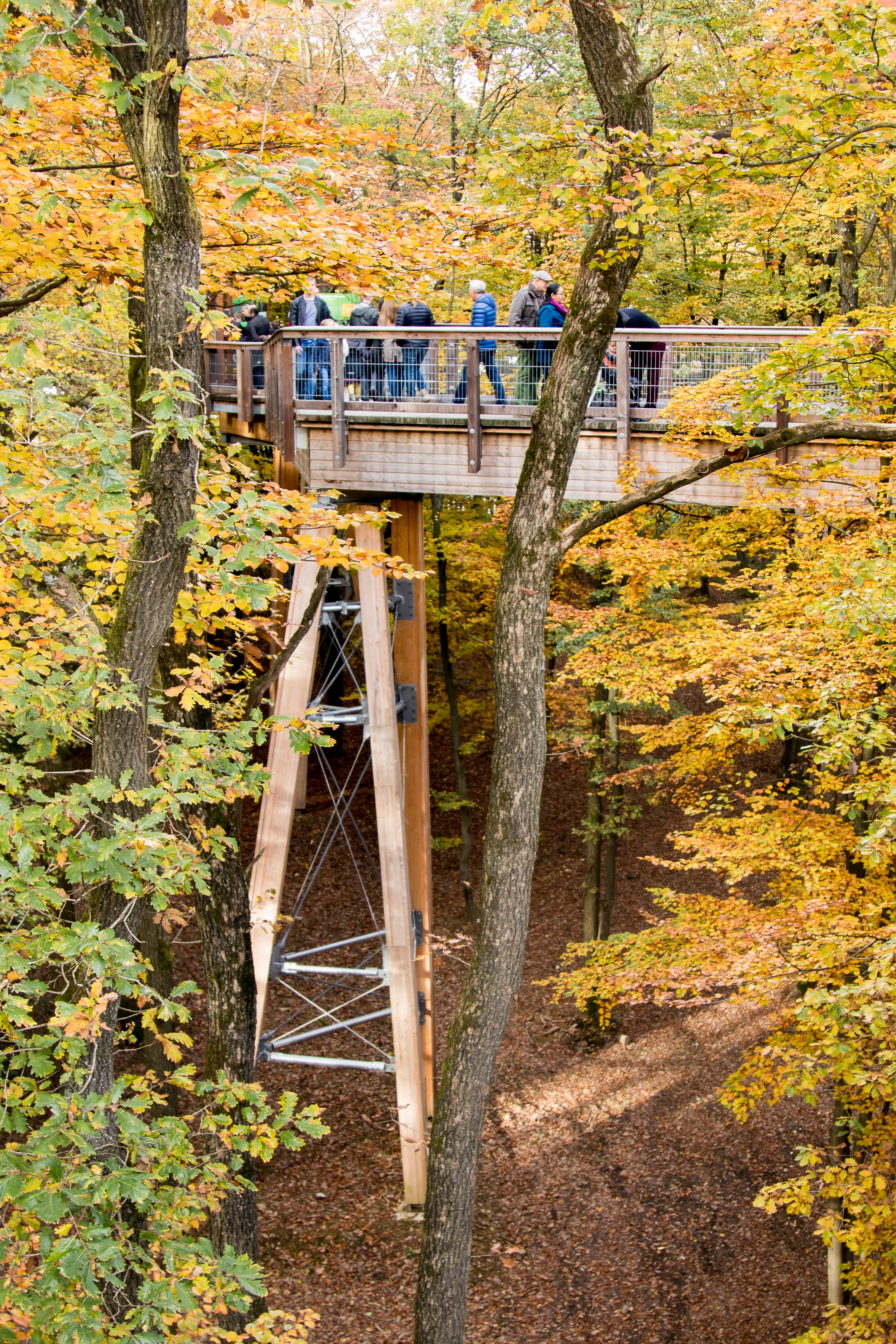
Baumwipfelpfad
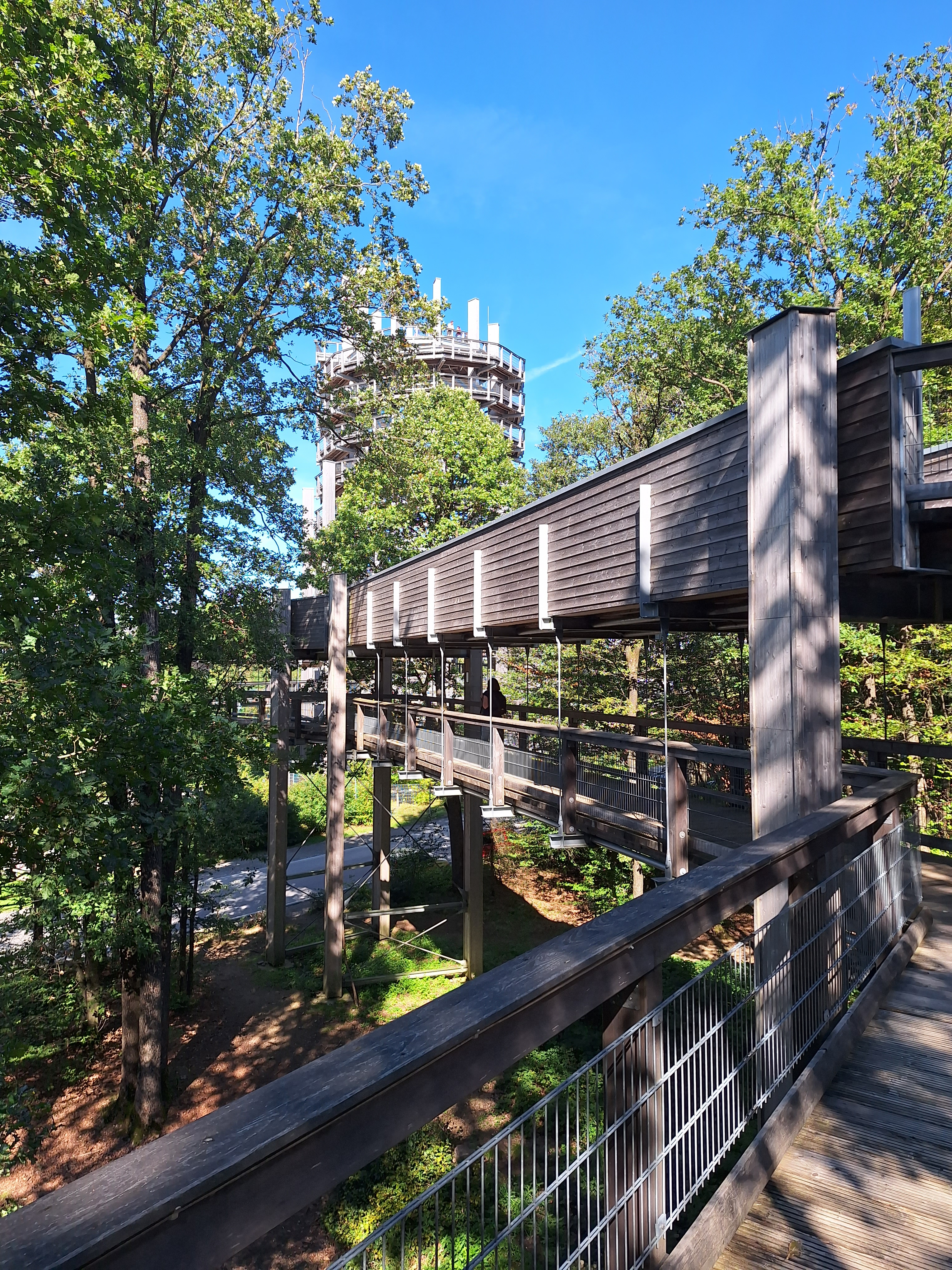
Baumwipfelpfad